# Villers-Robert
Villers-Robert é uma comuna francesa na região administrativa de Borgonha-Franco-Condado, no departamento de Jura. Estende-se por uma área de 10,13 km². Em 2010 a comuna tinha 234 habitantes (densidade: 23,1 hab./km²).